# Qunying (sockenhuvudort i Kina, Hainan Sheng, lat 18,60, long 109,84)
Qunying är en sockenhuvudort i Kina. Den ligger i provinsen Hainan, i den södra delen av landet, omkring 170 kilometer söder om provinshuvudstaden Haikou. Antalet invånare är 6 154. Befolkningen består av 2 631 kvinnor och 3 523 män. Barn under 15 år utgör 20,0 %, vuxna 15-64 år 73 %, och äldre över 65 år 5,0 %.
Runt Qunying är det tätbefolkat, med 411 invånare per kvadratkilometer. Närmaste större samhälle är Baocheng, 15,0 km väster om Qunying. I omgivningarna runt Qunying växer i huvudsak städsegrön lövskog.
Genomsnittlig årsnederbörd är 2 305 millimeter. Den regnigaste månaden är juli, med i genomsnitt 380 mm nederbörd, och den torraste är januari, med 15 mm nederbörd.